# Sergueï Kerov
Sergueï Vassilievitch Kerov (en russe : Сергей Васильевич Керов ; Leningrad, 12 juin 1946 - 30 juillet 2000) est un mathématicien russe. Ses travaux portent sur les algèbres d'opérateurs, la combinatoire, la théorie des probabilités et la théorie des représentations,.

## Biographie
Kerov est né en 1946 à Leningrad (aujourd'hui Saint-Pétersbourg). Son père, Vasily Kerov, a enseigné la chimie analytique dans une université de Leningrad, et sa mère, Marianna Nikolayeva, est une experte en physiologie des graines.
Kerov étudie à l'université d'État de Léningrad. En 1975, il y obtient son doctorat sous la direction d'Anatoli Vershik. Il est ensuite chargé de cours dans des universités de Saint-Pétersbourg, notamment à l'Université Herzen et à l'Université d'État de Saint-Pétersbourg.
À partir de 1993, il est chercheur à l'Institut de mathématiques Steklov à Saint-Pétersbourg. En 1994, il obtient le doktor nauk au Steklow Institute pour sa thèse intitulée Théorie de la représentation asymptotique du groupe symétrique avec applications en analyse. À partir de 1995, il est professeur à l'Université de Saint-Pétersbourg. De février à juillet 1996, il est professeur invité au LaBRI de Université Bordeaux-I et à l'Université Paris-Est-Marne-la-Vallée.
Il meurt d'une tumeur au cerveau en 2000.

## Travaux
En 1977, Kerov et Vershik ont prouvé une forme limite pour tableaux de Young aléatoires, qui suivent la mesure de Plancherel. La forme limite est appelée courbe de Vershik-Kerov. Le résultat a ensuite été amélioré par Kerov en un théorème central limite.
Une liste des articles scientifiques de Kerov a été publiée dans le Journal of Mathematical Sciences.